# Zágon község
Zágon község (románul: Comuna Zagon) község Kovászna megyében, Romániában. Központja Zágon, hozzá tartozik Papolc.

## Népessége
A 2011-es népszámlálás adatai alapján a község népessége 5282 fő volt.